# Argyresthia brockeella
Argyresthia brockeella — вид лускокрилих комах родини аргірестіїд (Argyresthiidae).

## Поширення

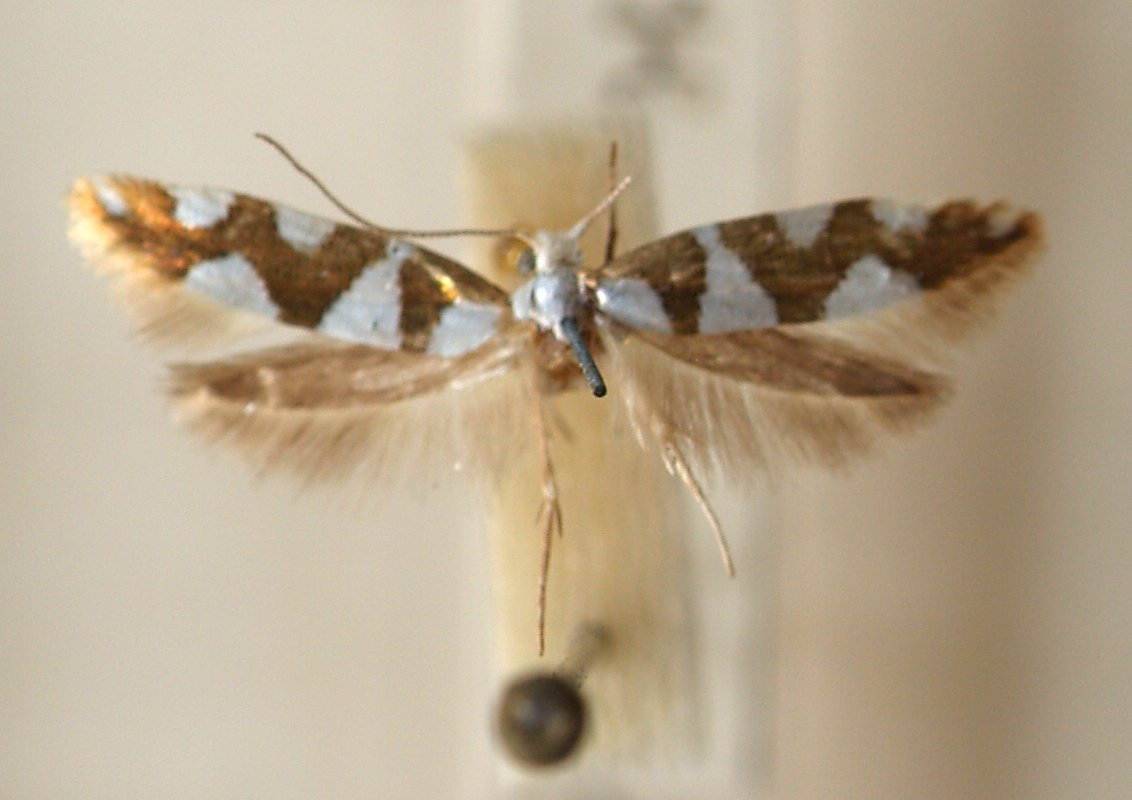

Вид поширений в Європі та Північній Азії на схід до Японії включно.

## Опис
Росмах крил 9-12 мм.

## Спосіб життя
Метелики літають з травня по вересень. Активні вночі. Гусениці живляться китицями берези (Betula) та вільхи (Alnus).